# Miu Hin
Miu Hin (chinesisch 苗显, Pinyin Miáo Xiǎn, kantonesisch Miu4 Hin2) war einer der fünf Ältesten der Shaolin, die die Zerstörung des nördlichen Klosters während der Qing-Dynastie überlebten.

## Hintergrund
Miu Hin ist der Vater von Miu Tsui Fa und der Großvater von Fong Sai-Yuk, der später ein berühmter Martial Artist und populärer Volksheld wurde (wobei es unbekannt ist, ob Fong Sai-Yuk wirklich gelebt hat). Nach Volksgeschichten war Miu Hin ein Meister des 5-Formen-Stils und verschiedener Shaolin-Kampfkünste. Dieses Wissen gab er an seine Tochter, Miu Tsui Fa, weiter, die ihrerseits ihren Sohn, Fong Sai-Yuk, unterrichtete. Miu Hin soll den anderen Ältesten dabei geholfen haben, Wing Chun erfinden. Obwohl Miu Hin, wie auch die anderen Ältesten, tatsächlich gelebt hat, ist der Wahrheitsgehalt der Geschichten über ihn fraglich.

## Flucht vor der Zerstörung von Shaolin
Miu Hin war einer der Ältesten des nördlichen Shaolinklosters vor dessen Zerstörung. Während er einerseits ein Ältester der Shaolin Mönche war, hatte er sich nicht einem bestimmten Glauben verpflichtet. Als die Qing-Dynastie 1644 über die Ming-Dynastie triumphierte, fanden viele Akteure der Ming-Dynastie Unterschlupf in Klöstern und Tempeln. Dies und die Tatsache, dass das Shaolinkloster einen Unterschlupf für viele Rebellen gegen die Qing-Dynastie bot, führte die Qing dazu, das Shaolinkloster anzugreifen und zu zerstören (entweder 1647, 1674 oder 1732). Der Legende nach soll Miu Hin mit Jee Sin (至善禅师), Fung Dou Dak (冯道德), Bak Mei (白眉道人) und Ng Mui (五梅大师) der Zerstörung entkommen sein, was sie zu den Fünf Ältesten des Shaolin machte. Die Ältesten reisten über ein Jahr, bis sie das südliche Shaolinkloster in der heutigen Provinz Sichuan erreichten.

## Kampf mit Bak Mei und Tod
Nachdem sie das südliche Shaolinkloster in der heutigen Provinz Sichuan erreicht hatten, fanden zwischen Bak Mei und den vier anderen Ältesten hitzige Auseinandersetzung, wie sie politisch agieren und wie viele Schüler sie haben sollten, statt. Bak Mei favorisierte dabei umfassendes politisches Engagement sowie mehr Schüler anzunehmen, während die anderen ein abgeschiedenes Leben mit wenigen Schülern befürworteten. Diese Meinungsverschiedenheit führte schließlich zu einem Kampf zwischen Jee Sin und Bak Mei, was zum Tod Jee Sins durch Bak Mei führte. Aufgebracht durch Jee Sins Tod soll Miu Hin Bak Mei zu einem weiteren Duell herausgefordert haben, um Jee Sins Tod zu rächen. Obwohl der Kampf sehr knapp ausgegangen sein soll, wurde Miu Hin schließlich von Bak Mei während des Kampfes getötet. Nach Miu Hins Tod forderte Fung Dou Dak Bak Mei zu einem letzten Kampf heraus. Da er Zeuge der beiden Duelle war und Bak Meis Techniken studiert hatte, konnte Fong Dou Dak Bak Mei so verwunden, dass dieser wenig später an seinen Verletzungen starb.

## Hung Kuen Kung Fu der Miu Hin Linie
Direkt von Miu Hin stammt das Hung Kuen Kung Fu. Denn anderen Quellen zufolge wurde der Tempel durch die Ching zerstört und die 5 Ältesten mussten fliehen und es gab folglich keinen Kampf mit Bak Mei. Miu Hin wurde Salzhändler und unterrichtete seine Tochter Miu Tzu Fah. Deren Sohn Fong Sai Yuk wurde ein großer Kämpfer. Das Hung Kuen der Miu Hin Linie zeichnet sich vor allem durch tiefe Stände und die Beherrschung der fünf verschiedene Tierformen (Kranich, Tiger, Schlange, Drache und Leopard) aus.